# Trémons
Trémons is een gemeente in het Franse departement Lot-et-Garonne (regio Nouvelle-Aquitaine) en telt 340 inwoners (1999). De plaats maakt deel uit van het arrondissement Villeneuve-sur-Lot.

## Geografie
De oppervlakte van Trémons bedraagt 13,6 km², de bevolkingsdichtheid is 25,0 inwoners per km².
De onderstaande kaart toont de ligging van Trémons met de belangrijkste infrastructuur en aangrenzende gemeenten.

## Demografie
Onderstaande figuur toont het verloop van het inwonertal (bron: INSEE-tellingen).